# Carex kohtsii
Carex kohtsii är en halvgräsart som beskrevs av Karl Carl Richter. Carex kohtsii ingår i släktet starrar, och familjen halvgräs. Inga underarter finns listade i Catalogue of Life.